# 杣街道

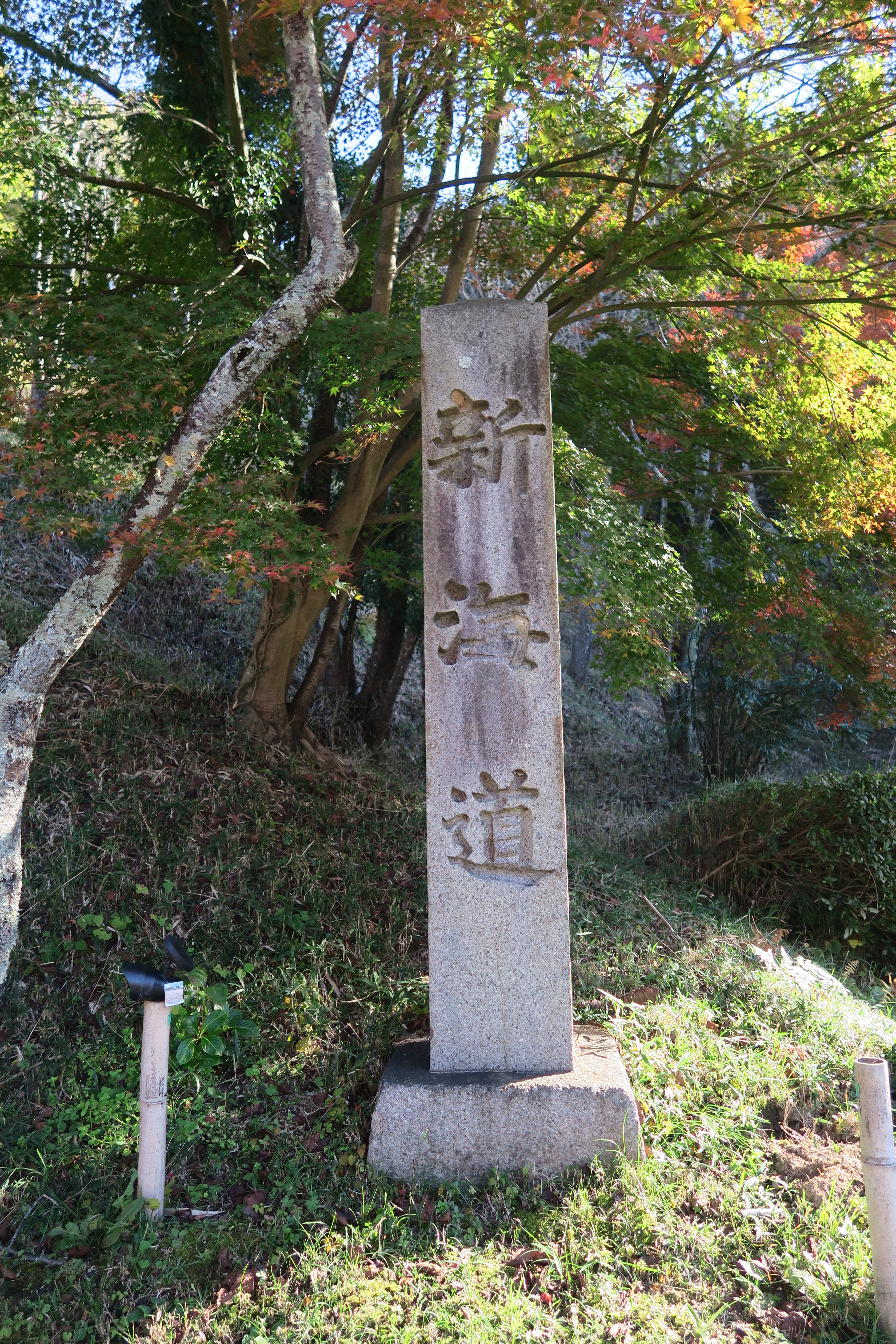
新海道の石碑（湖南市）

杣街道（そまかいどう）は、近江国甲賀郡三雲村（現・滋賀県湖南市三雲）と伊賀国阿拝郡上柘植村（現・三重県伊賀市柘植町）を結ぶ街道。三雲で東海道、上柘植で大和街道にそれぞれ接続する。
杣海道、新海道、伊賀街道、伊勢街道、東海道分間延絵図では杣谷道、一般には杣道とも呼ばれていた。

## 歴史
三雲の横田渡で野洲川を渡らずに杣川沿いを南へ進み、倉歴峠を越えて上柘植に至るこのルートは近江朝時代の東海道の一部区間にあたり「倉歴（くらぶ・くらふ）道」ともいう。上柘植から先は大和街道を東へ進み、加太越で伊勢国鈴鹿郡新所村（現・三重県亀山市関町新所）に至る。壬申の乱後に一旦廃れたが、野洲川沿いを南西に進み、鈴鹿峠を越えて直接伊勢国へ入る「阿須波（あすは）越」に変更される886年（仁和2年）まで東海道として利用された。
その後も、湖南から伊賀へ抜ける「伊賀道」として、伊勢参宮の間道として、山伏の道として、杣谷の人々にとっての主要道として重要な道であった。江戸時代に入って17世紀には三雲から東海道と分れて伊賀へ至る現在のルートの大要が確認でき、1742年（寛保2年）の資料には「杣海道」の名称が確認できる。現在のルートが整えられたのは明治20年代のことで、当時これを「新海道」と称した。1889年、沿線に関西鉄道が開通。1907年に国有化され、現在のJR草津線となっている。

## 経路
三雲（湖南市）＜東海道と分岐＞ → 三本柳（甲賀市水口町） → 深川市場（甲賀市甲南町） → 寺庄（甲賀市甲南町） → 大原市場（甲賀市甲賀町） → 上野（甲賀市甲賀町） → 倉歴峠 → 上柘植（伊賀市柘植町）＜大和街道に合流＞